# Henotesia cowani
Henotesia cowani är en fjärilsart som beskrevs av Butler 1880. Henotesia cowani ingår i släktet Henotesia och familjen praktfjärilar. Inga underarter finns listade i Catalogue of Life.